# Lichtenfels (Gemeinde Zwettl-Niederösterreich)
Lichtenfels ist ein ehemaliger Ortsteil von Friedersbach.
Bald nachdem die Burgruine Lichtenfels im Jahr 1628 an die Herrschaft Rastenberg gelangte, wurde der zugehörige Meierhof in Lichtenfels aufgelassen. Die Felder gab man fünf neuangesiedelten Holden, die nordwestlich der Burg fünf Bauernhöfe errichteten, die dem Ort und der Pfarre Friedersbach angehörten. Der heutige Wald Hofbreiten diente als Ackerland, aber auch in der Flur Schacher wurde ein Teil der Wälder gerodet und als Schacherreith-Überlände den einzelnen Höfen zugeteilt. Wegen des häufig auftretenden Wassermangels verkauften die Bauern 1895 ihre Höfe wieder an die Herrschaft, die die Äcker mit Wald ansetzte. Heute steht im Gebiet des ehemaligen Ortes nurmehr ein Haus, das im Winter unbewohnt ist: Es gehört zum hier befindlichen Campingplatz.